# Kanton Villebon-sur-Yvette

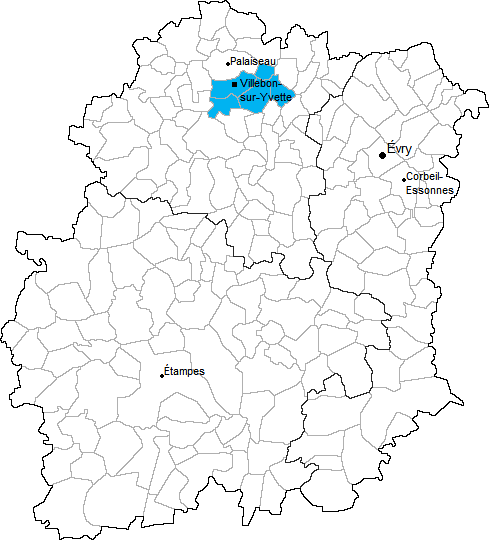
Lagekarte

Der Kanton Villebon-sur-Yvette war von 1976 bis 2015 ein französischer Wahlkreis im Arrondissement Palaiseau, im Département Essonne und in der Region Île-de-France; sein Hauptort war Villebon-sur-Yvette. Vertreter im Generalrat des Départements war zuletzt von 2003 bis 2015 Dominique Fontenaille (DVD).
Der fünf Gemeinden umfassende Kanton war 28,11 km² groß und hatte 23.836 Einwohner (Stand: 2012).

## Gemeinden
| Gemeinde            | Einwohner Jahr | Fläche km² | Bevölkerungsdichte | Code INSEE | Postleitzahl |
| ------------------- | -------------- | ---------- | ------------------ | ---------- | ------------ |
| Ballainvilliers     | 4.000 (2013)   | 4,01       | 998 Einw./km²      | 91044      | 91160        |
| Champlan            | 2.668 (2013)   | 3,68       | 725 Einw./km²      | 91136      | 91160        |
| Saulx-les-Chartreux | 5.182 (2013)   | 7,65       | 677 Einw./km²      | 91587      | 91160        |
| Villebon-sur-Yvette | 10.344 (2013)  | 7,41       | 1396 Einw./km²     | 91661      | 91140        |
| Villejust           | 2.278 (2013)   | 5,36       | 425 Einw./km²      | 91666      | 91140        |